# Background
En términos de informática, Background, fondo o segundo plano se utiliza para nombrar a todos aquellos procesos o rutinas de ejecución que se realizan en segundo plano. Esto implica que el proceso se está llevando a cabo con una prioridad baja y no siempre tiene la CPU (Unidad central de procesamiento) de forma secuencial ejecutando su código. 
Utiliza menos recursos y permite un aumento de la velocidad de procesado o la ejecución de más procesos simultáneamente; teniendo en cuenta que la CPU sólo atiende un proceso a la vez, pero se multiplexa en tiempo entre las diferentes rutinas para atenderlas a todas. Suele ser utilizado por sistemas operativos multitarea (scheduling con prioridad).
Además el Background:
Computadoras paralelas - computadoras con más de un procesador 
– Su programación – algoritmos paralelos 
- Han estado alrededor por más de 40 años